# Pseudomalus triangulifer
Pseudomalus triangulifer – gatunek błonkówki z rodziny złotolitkowatych i plemienia Elampini.
Gatunek ten został opisany w 1877 roku przez Elzéara Abeille de Perrina jako Omalus triangulifer.
Ciało ma długości od 2 do 6 mm. Tułów błękitnej lub zielonej barwy, odwłok zaś złocistej. Wierz głowy, tułowia i trzeciego tergitu z długim i odstającym owłosieniem. Policzki długości zbliżonej do szerokości żuwaczki. Punktowanie śródplecza gęste i dość wyraźne. Zatarczka słabo sklepiona. Liczba ząbków przedkońcowych na pazurkach stóp większa niż dwa. Trzeci tergit odwłoka z wycięciem pośrodku tylnej krawędzi zwykle głębokim. Od podobnego P. auratus różni się środkowymi członami czułków 1,5 razy dłuższymi niż szerszymi.
Błonkówka pasożytnicza. Wśród żywicieli notowane były grzebaczowate: Rhopalum tibiale, Ectemnius planifrons, Pemphredon lugubris, Pemphredon lethifer, Pampherdon rugifer. Podawany też ze starych gniazd grzebacza Pemphredon lugens.
Owad europejski, wykazany z Turcji, Dagestanu, Włoch, Francji, Austrii, Szwajcarii, Węgier, Niemiec, Danii, Czech, Polski, Estonii, Litwy, Łotwy, Chorwacji i Szwecji. W Polsce rzadszy niż P. auratus.